# Iito-oaivi
Iito-oaivi är ett berg i Finland. Det ligger i Enontekis i landskapet Lappland, i den norra delen av landet, 1 000 km norr om huvudstaden Helsingfors. Toppen på Iito-oaivi är 822 meter över havet, eller 134 meter över den omgivande terrängen. Bredden vid basen är 2,0 km.
Terrängen runt Iito-oaivi är kuperad åt sydost, men åt nordväst är den platt.  Trakten runt Iito-oaivi är nära nog obefolkad, med mindre än två invånare per kvadratkilometer. Det finns inga samhällen i närheten. Omgivningarna runt Iito-oaivi är i huvudsak ett öppet busklandskap.